# Changchun
Pour les articles homonymes, voir Changchun (homonymie).
Changchun (chinois simplifié : 长春市 ; pinyin : chángchūn shì ; EFEO : Tchang-Tchouen (che), utilisé d'autrefois) est une ville du Nord-Est de la république populaire de Chine, capitale de la province du Jilin, dans le Dongbei (autrefois Mandchourie). Elle a le statut administratif de ville sous-provinciale. Sa population qui est de plus de sept millions d'habitants, parle le « dialecte de Changchun » du groupe du nord-est du mandarin. Pendant l'invasion japonaise de la Mandchourie, l'empire du Japon y place la capitale de l'État fantoche du Mandchoukouo, sous le nom de Hsinking (chinois simplifié : 新京 ; pinyin : xīngjīng soit "Nouvelle capitale") et le siège de l'armée du Guandong de 1931 à 1945.

## Géographie
Changchun est située dans la région du Dongbei (autrefois appelé Mandchourie), un ensemble regroupant toute la partie Nord-est de la Chine frontalière à la fois avec la Russie et la Corée du Nord et la Mongolie, caractérisée par un climat froid et continental. Elle se trouve au milieu de la plaine du Nord-Est (zh) (plaine de Mandchourie) d'une superficie de 350 000 km2 située au nord-est du pays cultivée et pratiquement dépourvue d'arbres. La ville est située dans une région légèrement vallonnée dont l'altitude est comprise entre 250 et 350 mètres. La ville est traversée par la rivière Yitong (zh) un petit affluent de la rivière Songhua. La ville proprement dite a une superficie de 150 km2 tandis que l'agglomération a une superficie de 2 583 km2. La municipalité de Changchun administre un territoire qui couvre 20 571 km2.

Milieu naturel
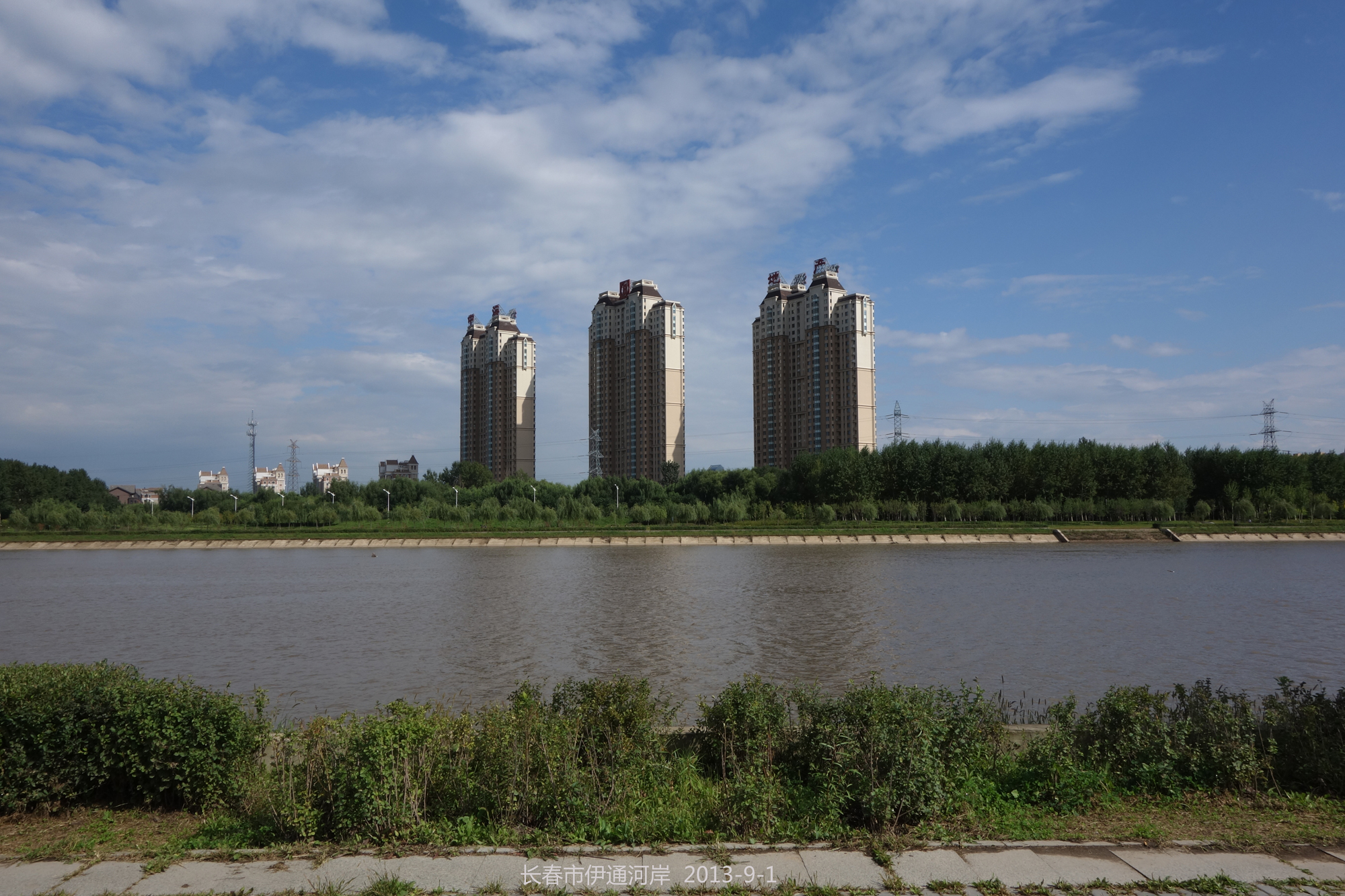
La rivière Yitong.
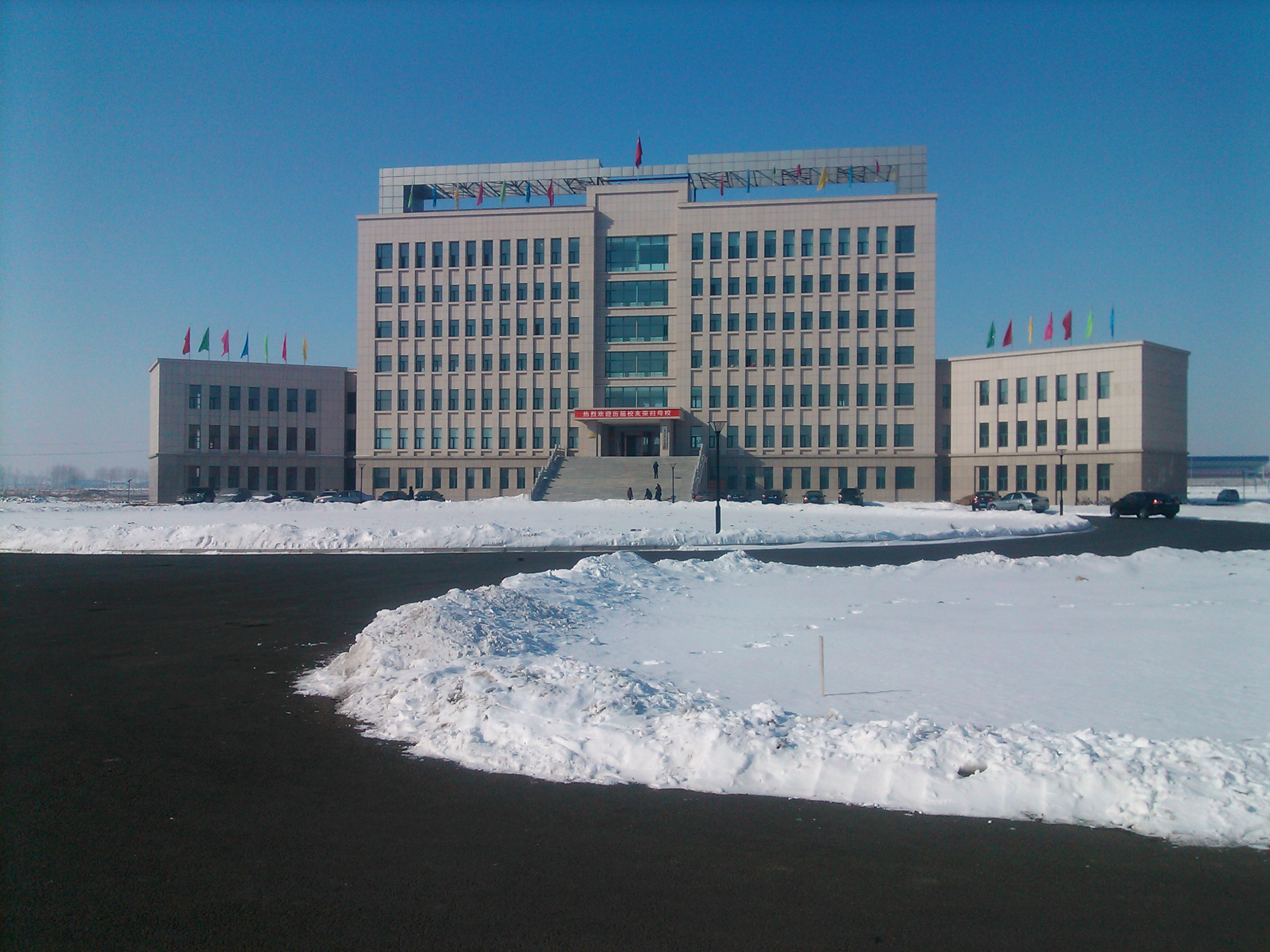
Changchun en hiver (mars 2012).

### Climat
Changchun a un climat continental humide (Dwa dans la classification de Köppen) caractérisés par des hivers longs (novembre à mars), froids, venteux mais secs du fait de l'influence de l'anticyclone de Sibérie. La température moyenne en janvier est de −15,1 °C. Le printemps et l'automne sont des saisons courtes avec quelques précipitations. Les étés sont chauds et humides dominés par les vents du sud-ouest produits par la mousson de l'Extrême-Orient. La moyenne mensuelle des températures en juillet est de 23,1 °C. Les précipitations (570 mman -1) sont concentrées sur la période d'été entre juin et août. Il tombe peu de neige. L'ensoleillement est de 47 % en juillet et monte à 66 % en janvier et février. Le nombre d'heures ensoleillées dans l'année est de 2 617 heures. Il y a entre 140 à 150 jours sans gel. Les températures extrêmes sont de −33 °C pour le mois le plus froid et de +35,7 °C pour le mois le plus chaud.
| Mois                              | jan.  | fév.  | mars | avril | mai  | juin | jui.  | août  | sep. | oct. | nov. | déc.  | année |
| --------------------------------- | ----- | ----- | ---- | ----- | ---- | ---- | ----- | ----- | ---- | ---- | ---- | ----- | ----- |
| Température minimale moyenne (°C) | −19,9 | −15,9 | −7,6 | 1,9   | 9,3  | 15,4 | 19    | 17,3  | 10,1 | 1,9  | −7,8 | −16,1 | 0,63  |
| Température moyenne (°C)          | −15,1 | −10,7 | −2   | 7,8   | 15,2 | 20,6 | 23,1  | 21,6  | 15,4 | 7    | −3,4 | −11,7 | 5,65  |
| Température maximale moyenne (°C) | −9,8  | −5    | 3,5  | 14,1  | 21,4 | 26,1 | 27,6  | 26,4  | 21,3 | 12,9 | 1,7  | −6,6  | 11,13 |
| Précipitations (mm)               | 3,2   | 4,5   | 12,3 | 21,9  | 49,9 | 99,7 | 161,1 | 121,7 | 51,9 | 28,9 | 10,3 | 5     | 570,4 |
| Humidité relative (%)             | 66    | 61    | 53   | 49    | 51   | 65   | 78    | 79    | 69   | 61   | 63   | 66    | 63,4  |

## Histoire

### Fondation
La création de l'agglomération située au cœur de la Mandchourie, elle-même territoire chinois, est récente. Elle a lieu en 1800 sous le règne de l'empereur Jiaqing de la dynastie Qing, qui y fonde par décret impérial le 8 juillet 1800 un petit poste pour collecter les taxes sur les activités commerciales de la région qui portaient principalement les fourrures et d'autres produits naturels. Un petit village situé sur les bords de la rivière Ytong pour servir de siège au poste qui est baptisé "Changchun Ting". À cette époque des paysans venues des régions surpeuplées du Shandong et du Hebei commencent à coloniser la région. En 1889 l'agglomération acquiert le statut de ville sous l'appellation Changchu Fu.

### Arrivée du chemin de fer

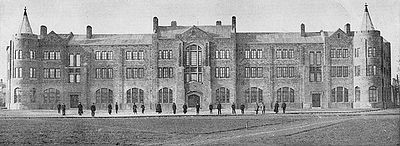
Immeuble de la Société des chemins de fer de Mandchourie du Sud à Changchun.

L'Empire russe, qui a obtenu la concession de la Mandchourie à l'issue de la guerre sino-japonaise (1894-1895), construit la ligne de chemin de fer reliant Harbin à Lushun (branche sud du chemin de fer de l’Est chinois) pour permettre au transsibérien d'atteindre Port Arthur, port en permanence libre de glaces contrairement à Vladivostok. Une gare est construite sur la ligne en mai 1895 à Changchun (sur le territoire du district de Kuancheng) en mai 1898 . À la suite de la défaite de l'Empire russe face au Japon au cours de la guerre russo-japonaise (1904-1905) le sud de la Mandchourie est annexé par le Japon. La frontière entre les zones occupées par les Russes et les Japonais se situe juste au nord de Changchun. Les Japonais créent la Société des chemins de fer de Mandchourie du Sud chargée d'administrer la partie de la ligne Harbin-Lushun située désormais sur le territoire qu'ils administrent. Celle-ci est mise à l'écartement normal qui remplace l'écartement russe. La première gare (terminus en territoire japonais est construite à Changchun.
En 1910 une épidémie de peste pneumonique se répand en Mandchourie et en Mongolie depuis la ville de Manzhouli en suivant le tracé du Transsibérien. En deux ans elle fait 60 000 victimes.

### Développement de la ville de Changchun par les Japonais

Plan de la ville Changchun en 1932.

Les Japonais, réalisant la position stratégique de la ville par rapport aux territoires chinois et russes, décident de développer celle-ci de manière active afin d'en faire une solide tête de pont de la présence japonaise dans la région. Ils créent une nouvelle gare à Changchun qui doit servir de nœud ferroviaire d'un réseau chargé de drainer les ressources agricoles et minières de la région. Le Japon investit massivement dans la mise en place d'une industrie lourde. Le territoire est exploité comme une colonie en implantant une importante population japonaise. Des architectes japonais sont chargés de concevoir un nouveau quartier de Changchun autour de la nouvelle gare qui doit notamment héberger les Japonais. Ils adoptent un plan régulier constitué de voies orientées est-ouest et nord-sud se coupant régulièrement à angle doit avec de larges avenues. Chaque bloc découpé par les rues se voit attribuer une fonction : logement, commerce, usine, dépôt, administration dont caserne, amusement.

### Capitale du Mandchoukouo (1932)

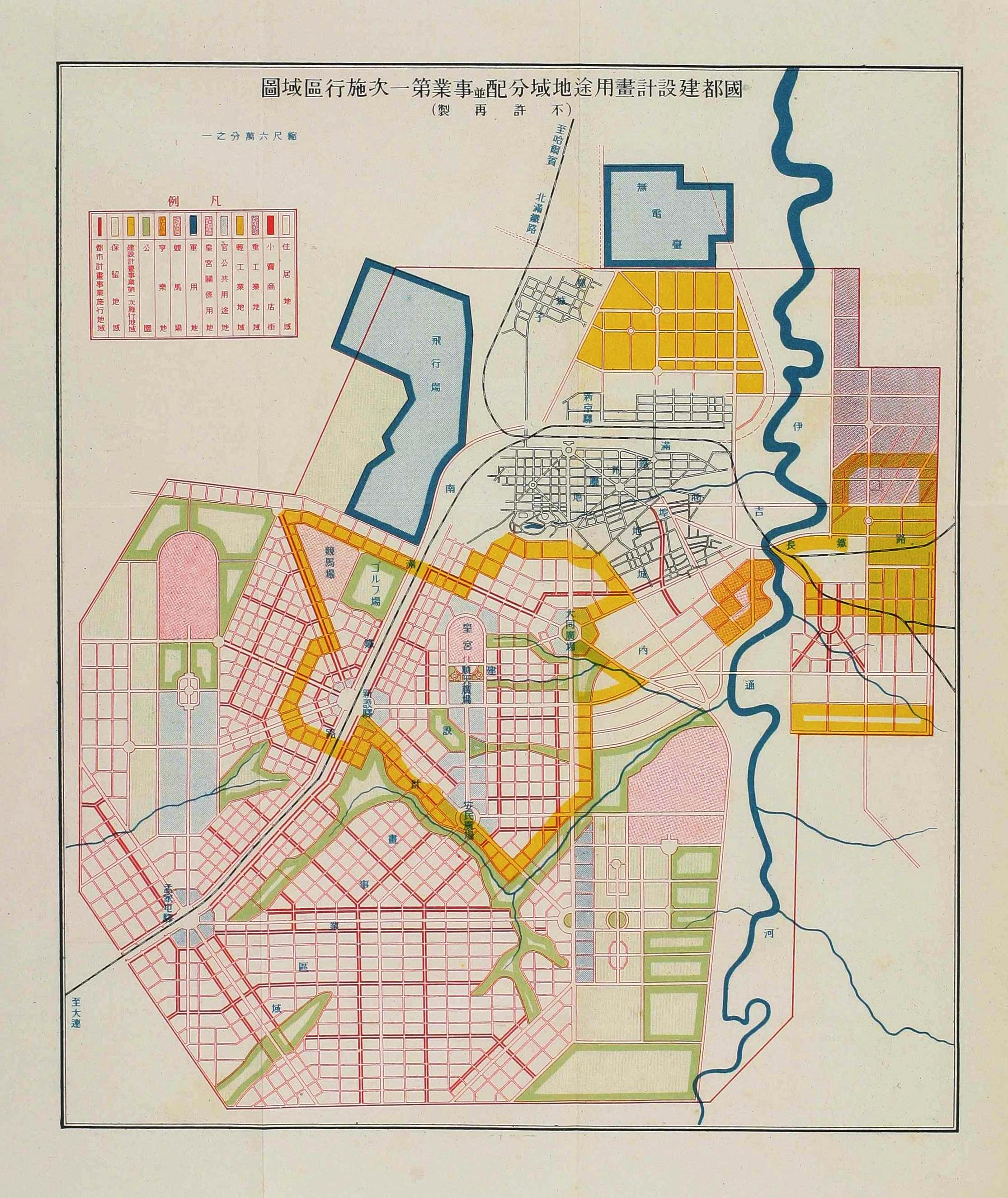
Plan du grand Hsiking.

Jusque-là la Mandchourie restait une partie intégrante de la Chine dont l'administration et les forces militaires restaient en place. En septembre 1931, prenant prétexte de l'incident de Moukden, un sabotage de la voie ferrée perpétré par des officiers japonais et faussement attribué à des Chinois, l'armée japonaise décide sans l'accord de son gouvernement de chasser l'administration chinoise et d'annexer la Mandchourie. L'opération ne rencontre qu'une faible résistance militaire et reçoit bientôt l'appui du gouvernement japonais. Malgré les résolutions passées par la Société des Nations demandant au Japon de faire marche arrière, l'annexion est un fait accompli et le 18 février 1932 le territoire de la Mandchourie rebaptisé Mandchoukouo devient un état indépendant de la Chine sous protectorat japonais d'une superficie d'environ 1,5 million de km² et peuplé de 31 millions d'habitants. Changchun, devenue la capitale du nouvel état, est rebaptisé Hsinking (en chinois : nouvelle capitale). Puyi le dernier empereur chinois de la dynastie Qing, déchu de cette charge par la proclamation de la république de Chine (1912), accepte de prendre la tête du nouvel état en prenant le titre d'empereur. Il réside dans un palais impérial construit à cet effet qui est aujourd'hui occupé par le Musée du palais impérial de l'État mandchou. Le gouvernement formé par Puyi n'exerce aucun pouvoir réel. Celui-ci est détenu par l'armée japonaise. La Mandchourie est exploitée de manière brutale mais efficace par le Japon. Les Chinois sont obligés de travailler dans les mines ouvertes pour exploiter les grandes richesses naturelles de la région et les mouvements d'opposition de la population civile sont réprimés de manière brutale.
Pour remplir son rôle de capitale, les dirigeants japonais planifient soigneusement l'agrandissement de Hsinking/Changchun en s'inspirant à la fois du plan de rénovation de Paris par le préfet Haussmann, du concept des cités-jardins de l'urbaniste britannique Ebenezer Howard et des travaux des urbanistes américains de l'époque. En 1944 la surface bâtie atteint une superficie de 160 km² auxquels s'ajoutent 71 km² de parcs et jardins. La population de Hsinking, qui s'élevait à 140 000 habitants en 1931 croit rapidement à la suite de l'implantation de l'administration du nouvel état. Elle dépasse les 500 000 habitants en 1940 et atteint 860 000 habitants en 1944. À cette époque les Japonais qui peuplent les administrations et dirigent la police municipale sont 150 000. Hsinking est alors la troisième ville la plus peuplée de Mandchoukouo après Moukden et Harbin.

Capitale du Mandchoukouo
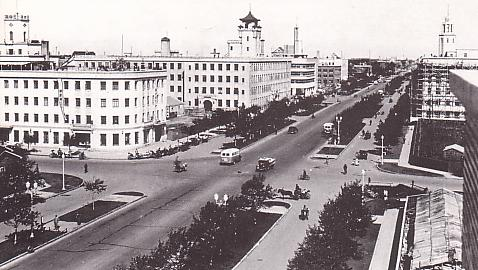
L'avenue Datong, une des grandes artères des nouveaux quartiers édifiés par les occupants japonais.
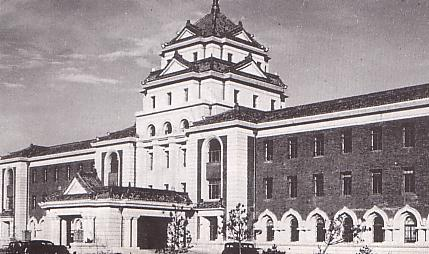
Ministère de la justice
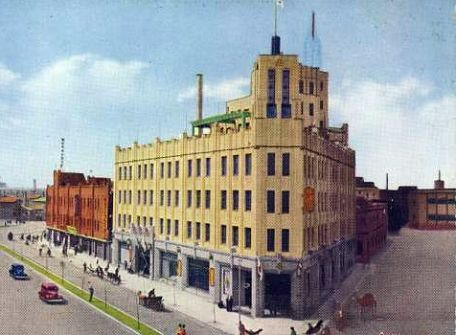
Grand magasin Paoshan

### Prise de Changchun par les communistes

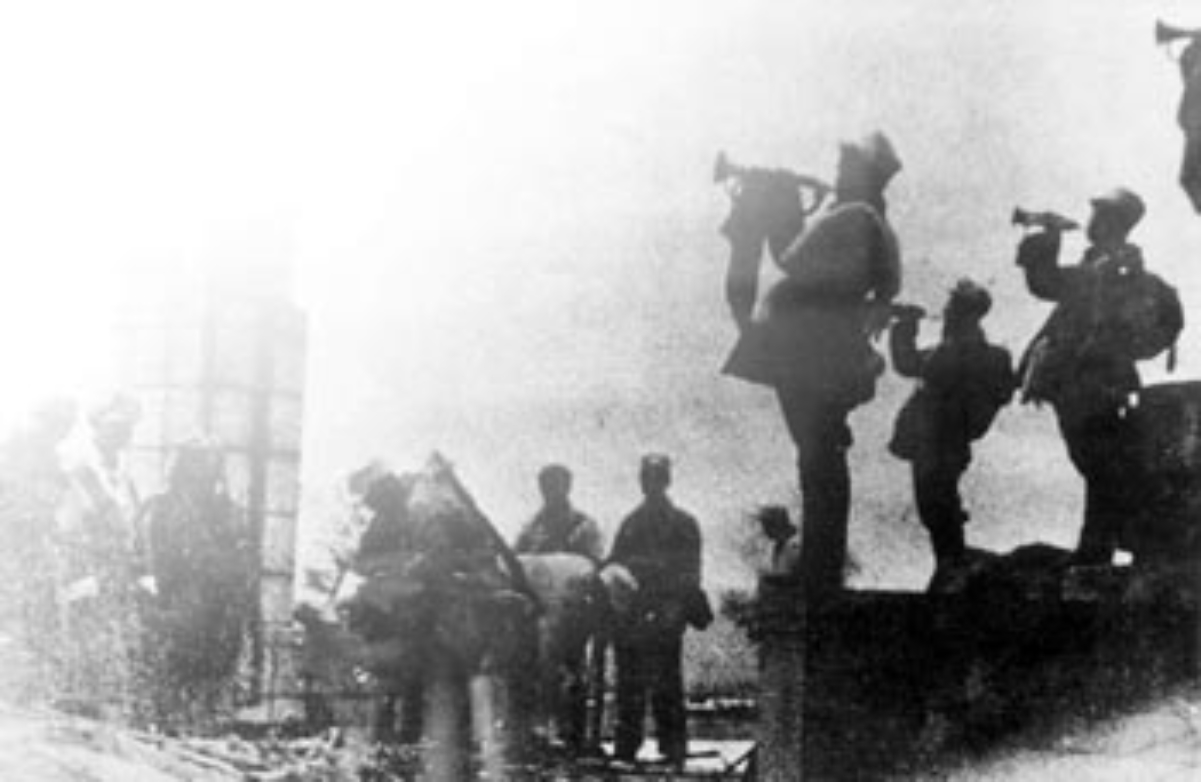
Trompettes de l'APL après la victoire de celle-ci en 1949.

Profitant de la défaite du Japon à la fin de la Seconde Guerre mondiale, les troupes soviétiques envahissent l'État du Mandchoukouo en août 1945 et celui-ci est dissous.
Dans la dernière phase de la guerre civile chinoise, le siège de Changchun est effectué par l'Armée populaire de libération (APL) entre le 23 mai et le 19 octobre 1949. Lorsque les forces de l'Armée nationale révolutionnaire défendant la ville capitulent, il n'y a que 40 000 survivants au bout de 150 jours de siège soit, selon une estimation en 2009, 80 % de la population civile décimée.
Jung Chang et Jon Halliday estiment dans Mao : l'histoire inconnue édité en 2005 que de 170 000 à 330 000 personnes y sont affamés à mort, ce qui en ferait un événement aussi dramatiquement meurtrier que le massacre de Nankin.
Selon Zhang Zhenglu, un ancien lieutenant-colonel de l'APL et l'auteur du livre Neige blanche, sang rouge (en) (chinois : 雪白血红), publié en 1989 par la maison d’édition de l'APL et retiré de la circulation au printemps 1990 après que le président Yang Shangkun a déclaré qu'il « insultait le Parti communiste », le bilan est d'environ 150 000 habitants morts de faim[réf. nécessaire]. Un feuilleton éponyme en 24 épisodes est sorti en Chine en 2003 . L'historien Frank Dikötter indique que le blocus total de la ville par l'APL provoqua la mort de 160 000 civils.

## Économie

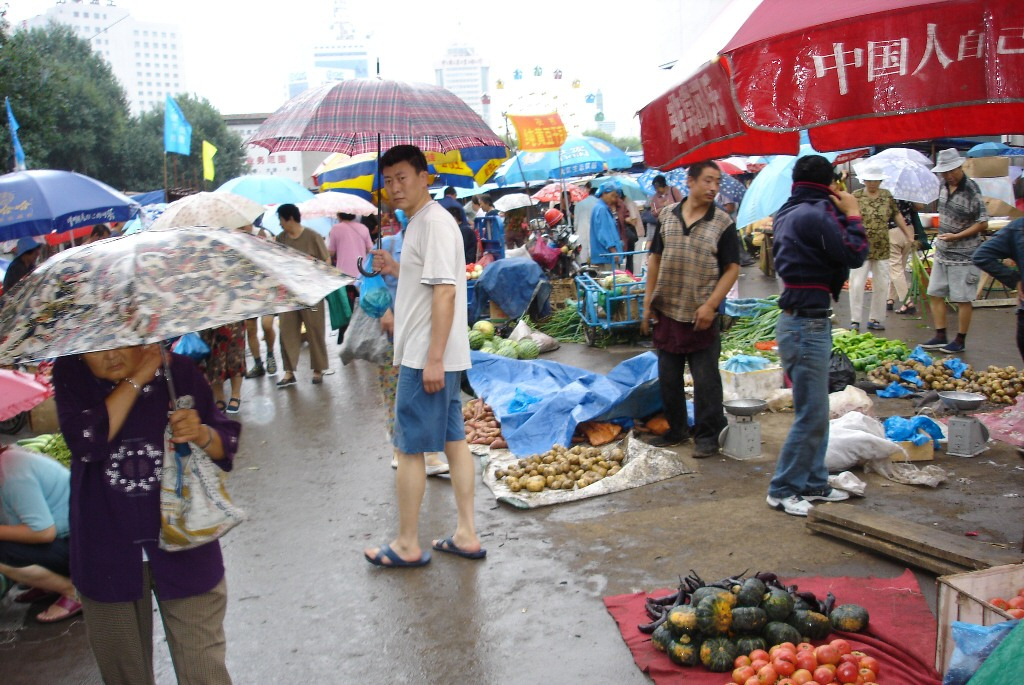
Marché à Changchun (2005).

Changchun est un des plus anciens centres industriels de la Chine. L'industrie lourde en particulier l'industrie métallurgique est très présente bien que déclinante. C'est l'un des principaux centres de production de véhicules automobiles chinois.
FAW Group Corporation (en chinois : 第一汽车集团), anciennement First Automobile Works, entreprise publique chinoise spécialisée dans la construction automobile a son siège et y fabrique des voitures, des bus et des camions. C'est le troisième constructeur automobile chinois, avec 3,080 millions de véhicules fabriqués en 2014 . FAW construit des véhicules de marques étrangères dans le cadre d'accords de coopération imposés par la réglementation chinois : Volkswagen depuis 1990, Toyota depuis 2003 et Mazda depuis 2003. Changchun est un centre de fabrication majeur de trains de voyageurs et de rames de métro (société CRRC Changchun Railway Vehicles) dont la croissance est dopée par les investissements entrepris par la Chine dans son réseau à grande vitesse et des transports en commun. Changchun, située au milieu d'une vaste région agricole aux terres noires très riches, accueille une importante industrie agro-alimentaires. Ces dernières années les responsables de l'agglomération ont entrepris de diversifier une industrie lourde vieillissante en encourageant les activités dans de nouveaux secteurs comme l'énergie renouvelable, l'industrie pharmaceutique, l'électronique, etc.
En 2004, le PIB total a été de 153,5 milliards de yuans, et le PIB par habitant de 21 285 yuans

## Subdivisions administratives
Changchun est une ville sous-provinciale c'est-à-dire une agglomération qui dispose d'une grande autonomie de gestion par rapport à la province à laquelle elle est rattachée. Ce statut est intermédiaire entre celui des quatre grandes municipalités (Pékin, Tianjin, Chongqing et Shangaï) et celui des 15 villes-préfectures. Changchun exerce sa juridiction sur dix subdivisions - six districts, trois villes-districts et un xian :
| Carte | Nom                    | Caractères simplifiés | Pinyin                | Population Recensement 2010 | Superficie (km2)      |
| --- | ---------------------- | --------------------- | --------------------- | --------------------------- | --------------------- |
| \| Nanguan Kuancheng Chaoyang Erdao Luyuan Shuangyang Jiutai Xian de Nong'an Yushu · (ville) Dehui · (ville) \|. | Ville proprement dite  | Ville proprement dite | Ville proprement dite | Ville proprement dite       | Ville proprement dite |
| \| Nanguan Kuancheng Chaoyang Erdao Luyuan Shuangyang Jiutai Xian de Nong'an Yushu · (ville) Dehui · (ville) \|. | District de Chaoyang   | 朝阳区                | Cháoyáng Qū           | 675 270                     | 237                   |
| \| Nanguan Kuancheng Chaoyang Erdao Luyuan Shuangyang Jiutai Xian de Nong'an Yushu · (ville) Dehui · (ville) \|. | District de Nanguan    | 南关区                | Nánguān Qū            | 533 979                     | 81                    |
| \| Nanguan Kuancheng Chaoyang Erdao Luyuan Shuangyang Jiutai Xian de Nong'an Yushu · (ville) Dehui · (ville) \|. | District de Kuancheng  | 宽城区                | Kuānchéng Qū          | 457 959                     | 238                   |
| \| Nanguan Kuancheng Chaoyang Erdao Luyuan Shuangyang Jiutai Xian de Nong'an Yushu · (ville) Dehui · (ville) \|. | District d'Erdao       | 二道区                | Èrdào Qū              | 402 090                     | 452                   |
| \| Nanguan Kuancheng Chaoyang Erdao Luyuan Shuangyang Jiutai Xian de Nong'an Yushu · (ville) Dehui · (ville) \|. | District de Luyuan     | 绿园区                | Lùyuán Qū             | 602 072                     | 216                   |
| \| Nanguan Kuancheng Chaoyang Erdao Luyuan Shuangyang Jiutai Xian de Nong'an Yushu · (ville) Dehui · (ville) \|. | Banlieues              |                       |                       |                             |                       |
| \| Nanguan Kuancheng Chaoyang Erdao Luyuan Shuangyang Jiutai Xian de Nong'an Yushu · (ville) Dehui · (ville) \|. | District de Shuangyang | 双阳区                | Shuāngyáng Qū         | 377 933                     | 1 677                 |
| \| Nanguan Kuancheng Chaoyang Erdao Luyuan Shuangyang Jiutai Xian de Nong'an Yushu · (ville) Dehui · (ville) \|. | District de Jiutai     | 九台区                | Jiǔtái Qū             | 738606                      | 3 375                 |
| \| Nanguan Kuancheng Chaoyang Erdao Luyuan Shuangyang Jiutai Xian de Nong'an Yushu · (ville) Dehui · (ville) \|. | Villes satellites      |                       |                       |                             |                       |
| \| Nanguan Kuancheng Chaoyang Erdao Luyuan Shuangyang Jiutai Xian de Nong'an Yushu · (ville) Dehui · (ville) \|. | Dehui                  | 德惠市                | Déhuì Shì             | 839 786                     | 3 435                 |
| \| Nanguan Kuancheng Chaoyang Erdao Luyuan Shuangyang Jiutai Xian de Nong'an Yushu · (ville) Dehui · (ville) \|. | Yushu                  | 榆树市                | Yúshù Shì             | 1 160 969                   | 4 712                 |
| \| Nanguan Kuancheng Chaoyang Erdao Luyuan Shuangyang Jiutai Xian de Nong'an Yushu · (ville) Dehui · (ville) \|. | Rural                  |                       |                       |                             |                       |
| \| Nanguan Kuancheng Chaoyang Erdao Luyuan Shuangyang Jiutai Xian de Nong'an Yushu · (ville) Dehui · (ville) \|. | Nong'an                | 农安县                | Nóng'ān Xiàn          | 1 029 680                   | 5 400                 |
| Nanguan Kuancheng Chaoyang Erdao Luyuan Shuangyang Jiutai Xian de Nong'an Yushu · (ville) Dehui · (ville)        |                        |                       |                       |                             |                       |

Changchun est par ailleurs la capitale de la province du Jilin regroupant environ 27 millions de personnes.

## Transports

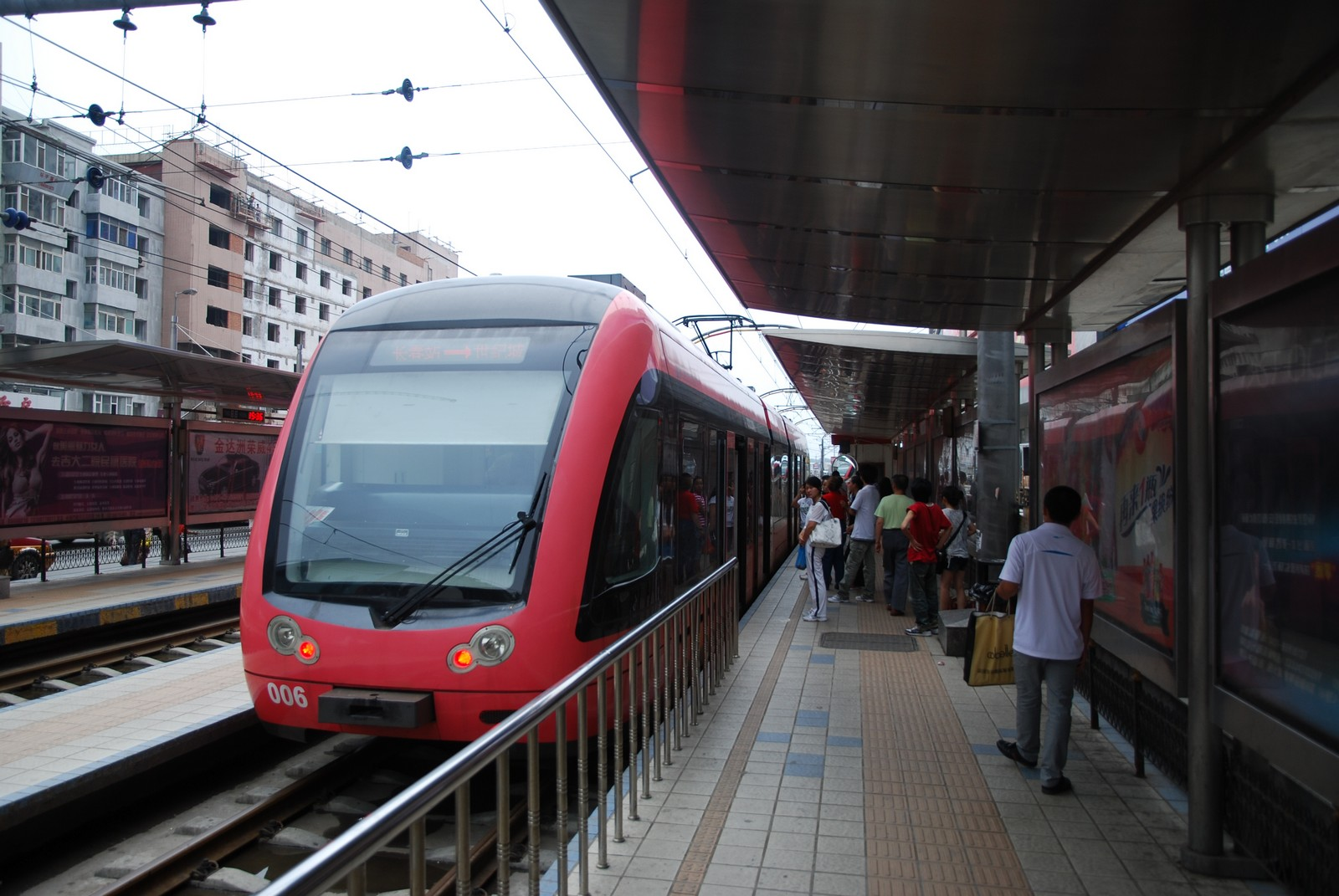
Ligne 3 du métro léger.

Changchun dispose de trois gares ferroviaires pour les passagers mais la plupart des trains ne s'arrêtent qu'à la gare de Changchun (gare principale). Des liaisons intercités quotidiennes à destination des villes de la région Jilin, Harbin, Shenyang et Dalian ainsi que les grandes métropoles chinoises Pékin, Shanghai et Guangzhou. Cette gare est par ailleurs desservie par les lignes de métro 1, 2 et 3. La ligne à grande vitesse Harbin–Dalian inaugurée en 2012, comporte une gare dédiée située à l'ouest de la ville de la partie construite de Changchun
Changchun possède un aéroport international (code AITA : CGQ) à une trentaine de kilomètres au nord est de la ville par lequel transitent chaque année environ 8,5 millions de passagers (2015) et 75000 tonnes de fret.

### Transports en commun
Le système de transports en commun lourd comporte cinq lignes de métro et deux lignes de tramway.

## Monuments et musées
- Cathédrale catholique Sainte-Thérèse
- Le temple de Confucius de Changchun
- Musée du palais impérial de l'État mandchou, (chinois : 偽滿皇宮博物院 ; pinyin : wěi mǎn huánggōng bówùyuàn ; litt. « Musée du palais impérial illégitime du Mandchoukouo ») se trouve au Nord-Est de la ville. Le palais fut une résidence officielle créée par l'armée impériale japonaise pour le dernier empereur de Chine, Puyi, en tant que nouvel empereur de l'État fantoche du Mandchoukouo. De nos jours en république populaire de Chine, le site est généralement appelé le « palais et le hall d'exposition de l'empereur marionnette »[16]. Il est classé comme site touristique AAAA par l'office national du tourisme de Chine[17].
- Le musée des studios de cinéma de Changchun (长春电影制片厂), qui retrace l'histoire du premier et plus important studio de cinéma de Chine, créé en 1935.
- Le musée des beaux-arts du Jilin (吉林省美术馆), situé au Sud-Est de la ville, proche de la station Changyingshijicheng, au terminus de la ligne n°3 du métro léger.
- Le  Musée international d'animation du Jilin (吉林国际动漫博物馆), situé dans le campus universitaire d'animation du Jilin (吉林动画学院)[18], présentant des pièces internationales concernant le cinéma d'animation y a ouvert ses portes en 2012, il est réservé au professionnels et seulement sur invitation.
- Changchun Movie Wonderland, parc d'attractions proche du musée des beaux-arts. Il a la particularité d'être un plagiat architectural et conceptuel du Futuroscope[19]

Monuments de Changchun
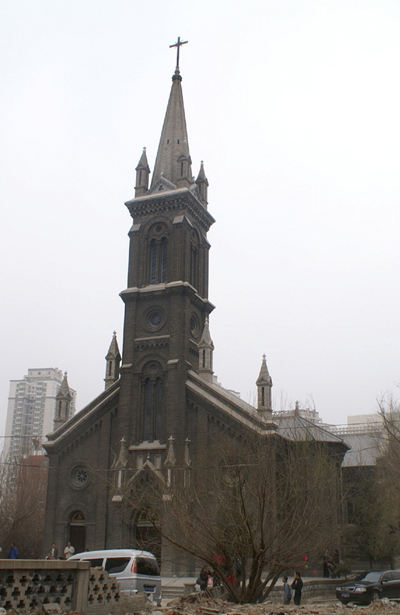
Cathédrale Sainte-Thérèse de Changchun.
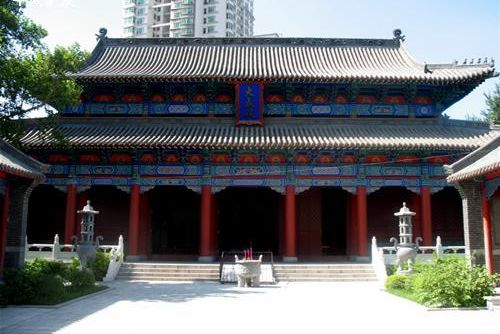
Temple de Confucius à Changchun.
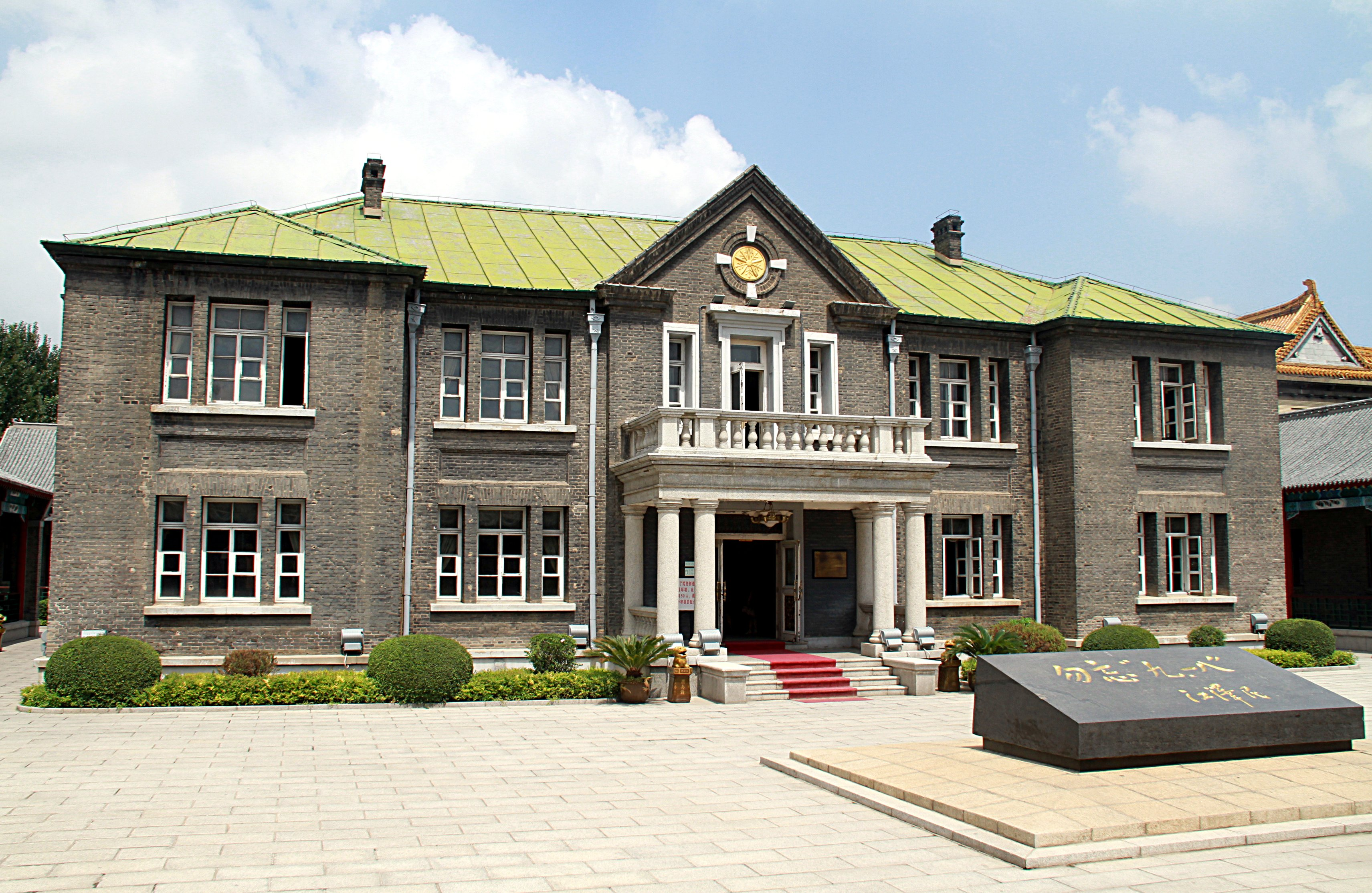
Palais impérial du Mandchoukouo.

## Éducation

### Universités
Changchun possède 27 institutions d'enseignement supérieur avec 160 000 étudiants inscrits. Parmi, ces universités, on compte l'Université de Jilin, fondée en 1946, qui est l'une des universités les plus importantes en Chine, avec plus de 60 000 étudiants et un classement national dans les dix premières universités en Chine continentale (10e rang en 2012 et 8e rang en 2013 selon le classement du China Education Center).
- Université de finance et d'économie de Jilin
- Université de Changchun
- Université des Sciences et Technologies de Changchun
- Université de médecine traditionnelle chinoise[21]
- Institut des Arts de Jilin
- Institut Jilin des langues étrangères de Huaqiao, un institut privé offrant des programmes niveau licence en langues étrangères dont le français, en management international et commerce et didactique[22]

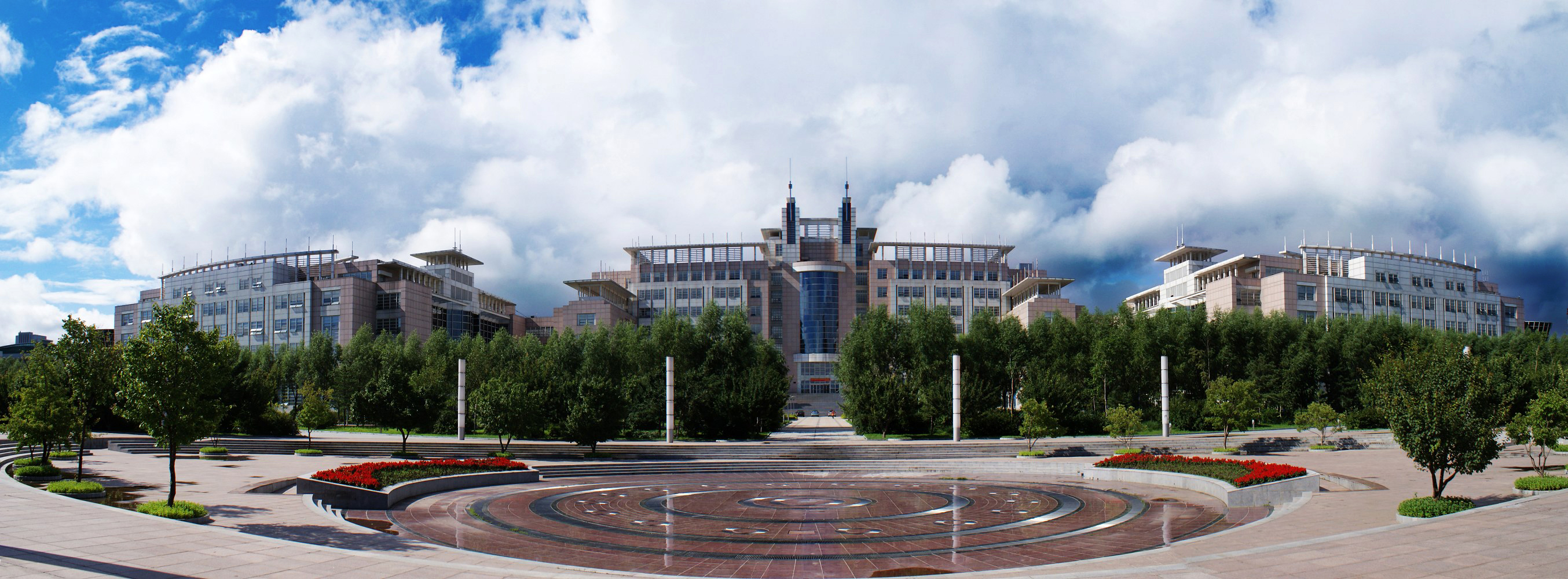
Square devant les bâtiments du centre de recherche de l'Université de Jilin à Changchun

- Université de Jilin
- Université Normale du Nord-est
- Université normale d'ingénierie de Jilin

### Coopération avec la France dans le domaine éducatif
Sous l'impulsion du Consulat Général de France de Shenyang, les coopérations avec Changchun dans le domaine éducatif ont pris une certaine importance: on compte parmi les plus grandes réussites les coopérations avec l'université de Jilin et Science Po Toulouse dans le domaine des sciences politiques, dans des programmes en anglais, sous l'impulsion de Sébastien Mauve, et l'organisation d'événement culturel à l'institut Huaqiao, comptant l'un des départements de français les plus actifs dans la mise en place du programme de coopération en français avec la France, avec un système de double licence anglais français.

## Personnalités
- Liu Xiaobo, né à Changchun en 1955, écrivain et militant des droits de l'homme et lauréat du prix Nobel de la paix en octobre 2010.
- Li Yuqin, troisième concubine de l'empereur Puyi.
- Tsuneharu Takeda, prince impérial japonais né à Shinkyo, alors capitale du Mandchoukuo.
- Wang Hao, né à Changchun en 1983, joueur de tennis de table.
- Tianyuan Zhang, né à Changchun en 1992, ingénieur émigré en France.

## Jumelages
- Ulsan (Corée du Sud) depuis 1994
- Birmingham (Angleterre)
- Québec (Canada)
- Montreuil (France) depuis 1995
- Novossibirsk (Russie) depuis 1994
- Wolfsburg (Allemagne) depuis le 12 juin 2006
- Nuuk (Groenland)

Le maire de Changchun, M. Cui Jie, a inauguré à Montreuil, le 27 août 2007, une statue du sculpteur Wang Keqing. Cette statue en bronze et étain, d'une hauteur de 3,06 m, est intitulée Le calligraphe Fu Mi.